# Karl Viktorovič Pauker
Karl Viktorovič Pauker, in russo Карл Викторович Паукер? (Leopoli, 12 gennaio 1893 – Mosca, 14 agosto 1937), è stato un militare sovietico, agente della Čeka e poi capo del dipartimento operativo dell'NKVD (il Ministero dell'Interno sovietico) addetto alla sicurezza personale di Stalin. Venne giustiziato durante il periodo delle Grandi purghe.

## Biografia
Pauker nacque nel 1893 in una famiglia ebraica a Leopoli, all'epoca facente parte dell'Austria-Ungheria. Prima della guerra lavorò come parrucchiere presso il teatro dell'Opera di Budapest. Prestò servizio nell'esercito dell'Impero austo-ungarico durante la prima guerra mondiale e fu fatto prigioniero dai russi nel 1916. Al termine del conflitto, Pauker decise di rimanere in Russia dopo i fatti della Rivoluzione di ottobre e si unì al Partito Bolscevico nel 1918.
Presto entrò a far parte della Čeka e divenne la guardia del corpo di Stalin nel 1924. Come collaboratore di Genrich Grigor'evič Jagoda e Nikolaj Ivanovič Ežov nella NKVD ebbe un ruolo attivo nel primo periodo delle "Grandi Purghe", inclusa l'esecuzione di Grigorij Evseevič Zinov'ev e Lev Kamenev alla quale presenziò. A tal proposito, lo storico Robert Conquest indica che il 20 dicembre 1936, in occasione nell'anniversario della fondazione della polizia segreta, Stalin diede un banchetto in onore dei dirigenti della NKVD. In esso si dice che Pauker, ebbro di alcol, sorretto da altri due funzionari, recitò per Stalin la parte di Zinov'ev al momento dell'esecuzione irridendolo per il comportamento poco dignitoso tenuto di fronte alla morte. Stalin si divertì moltissimo e rise fragorosamente mentre Pauker imitava il tono supplichevole del condannato che in ginocchio gridava: «Ti prego, compagno, per amor di Dio, chiamami Iosif Vissarionovič!».
Nell'aprile 1937 venne destituito dalla sua carica nella NKVD, secondo lo storico Simon Sebag Montefiore, perché "era a conoscenza di troppe cose e viveva troppo nel lusso". Venne arrestato e giustiziato senza processo nell'agosto 1937 e non fu mai riabilitato post mortem.

## Curiosità
- Lo scrittore svedese Jan Guillou ha utilizzato su internet lo pseudonimo "K. V. Pauker" quando, tra le altre cose, criticava l'influenza giudaica nel primo periodo dell'Unione Sovietica.